# Jacob Hendrikus Bastiaan Spaanderman
Jacob Hendrikus Bastiaan Spaanderman (Spaanderman sr.) (Rotterdam, 27 januari 1864 – Den Haag, 13 september 1943) was een Nederlands organist en muziekpedagoog.
Hij was de zoon van commies en rijksambtenaar Maarten Jacob Spaanderman en Cornelia van Oudenallen, die woonden aan de Chrispijnlaan te Rotterdam. Zelf trouwde hij in 1887 met Lena van Eijk. Zijn zoon Jaap Spaanderman (ook wel Spaanderman jr.) verdiende zijn geld ook in de muziekwereld. Jacob Spaanderman werd begraven op Nieuw Eykenduynen.
Het gezin vestigde zich in 1873 in Gouda. Daar ontving hij zijn eerste muzieklessen van Willem Karel van Zutphen en Simon van Milligen. Latere docenten waren verbonden aan de Rotterdamse Muziekschool van de Maatschappij tot Bevordering der Toonkunst: Samuel de Lange jr. (orgel), Theodoor Verhey (harmonieleer) en Friedrich Gernsheim (compositieleer). Arnold Spoel gaf hem zangles. Tussen 1883 en 1889 was hij organist bij de Hervormde Kerk te Woerden (waar hij vermoedelijk ook woonde), maar hij bespeelde ook orgels in de omgeving. In dat laatste jaar werd hij docent koor- en solozang aan de stadsmuziekschool van Gouda; hij volgde hiermee zijn docent Simon van Milligen op. In 1901 werd hij er tevens leraar orgel. Hij woonde er ook. Vanaf 1893 was hij in die stad tevens organist van de Sint-Janskerk, als opvolger van Pieter Brons Middel. Tussen 1895 en 1899 was hij dirigent van het orkest "Euphonia" (opvolger van Ludwig Felix Brandts Buys) en tussen 1899 en 1908 dirigent van "Zangvereniging Excelsior" in Den Haag. In dat laatste jaar werd hij zelf docent solfège aan de Rotterdamse Muziekschool; hij volgde hiermee opnieuw L.F. Brandts Buys op, die naar Velp vertrok. De Goudse Muziekschool vierde in 1909 haar vijftigjarig bestaan, onder meer met een uitvoering van de Rattenvanger van Hamelen van Van Milligen. Het jaar daarop werd Spaanderman directeur van de muziekschool.
Met de door hem vanaf 1896 geleide "Zangvereniging Arnold Spoel" gaf hij uitvoeringen van grote werken, met name oratoria en requiems.
Het Geïllustreerde Muzieklexicon, dat in 1932 werd uitgegeven, meldde dat hij zich toen al geruime tijd had teruggetrokken uit het openbare muziekleven.